# Hydrotetrix cheesmanae
Hydrotetrix cheesmanae är en insektsart som beskrevs av Boris Petrovich Uvarov 1926. Hydrotetrix cheesmanae ingår i släktet Hydrotetrix och familjen torngräshoppor. Inga underarter finns listade i Catalogue of Life.